# La Reforma
|  | Per a altres significats, vegeu «Reforma». |

La Reforma es un municipi al Departament de San Marcos de Guatemala. És al sud-est del país i comptava amb con 15.314 habitants segons el cens del 2010. Des del 2016 l'alcalde és Aroldo Santiago Morales.
La seva població està composta principalment per mams, que parlen el seu propi idioma, el mam, i l'espanyol. Coexisteixen els ritus catòlics i les pràctiques religioses precolombines. La principal font d'ingressos del municipi és el cultiu del cafè.

## Història
La Reforma era un caseriu del Departament de San Marcos i depenia de la jurisdicció de San Cristóbal Cucho, i el principal propietari era Mariano Maldonado; la població mesurava dues cavalleries i es dedicava al cultiu de cafè, canya i sucre i criança de bestiar. En aquest temps tenia només dinou habitants. Al cens del 31 d'octubre de 1880, no apareix La Reforma, sinó que només s'esmenta a San Cristóbal Cucho, el qual tenia una població urbana i tretze poblacions rurals.
El 1893 La Reforma continuava com a poblat de San Cristóbal Cucho, i en el cens de 1921 apareix ja amb 6.125, habitants, dels quals 3.144 eren homes i 2.981 dones. Els habitants van comprendre que ja era temps d'organitzar-se i tenir un centre d'acció per a les seves necessitats bàsiques com: Mercats, Camins, Telègrafs, Escola i una autoritat, a causa que ja comptaven amb diverses finques i labors, sorgint així el municipi de la Reforma, anomenat així en honor del Reformador Justo Rufino Barrios, el 1988.
La Parròquia «La Inmaculada Concepción» del municipi de la Reforma es va fundar l'1 de gener de 1956 i originalment abastava els municipis de la Reforma i El Quetzal. El seu primer rector va ser el pare Jaime López, religiós franciscà, que va estar al capdavant de la parròquia fins al 5 de març de 1958. En aquesta data va ser succeït pel pare Juan Bartolomé Bueno, qui al seu torn va dirigir la parròquia fins al 31 de juliol de 1960, data en què el pare Pedro López Nadal, originari d'Espanya, se'n feu càrrec. El 23 d'abril de 1961 es va concloure la construcció del temple i va ser beneït i inaugurat pel Bisbe de San Marcos, Celestino Fernández. El pare López Nadal va romandre al capdavant de la parròquia fins al 25 de gener de 1964, i va ser succeït pel pare Juan Van Der Vaeren, qui la va dirigir fins a desembre de 1966. Ara bé, en 1965 el municipi del Quetzal va ser constituït en parròquia amb rector propi i va deixar de pertànyer a la parròquia de la Reforma. Entre 1967 i 1968, van atendre temporalment la parròquia dels pares Jorge Helin, Domingo Ezcurra i monsenyor Próspero Penados del Barrio -llavors Bisbe Auxiliar de San Marcos-, fins al 25 d'agost de 1968 en què va prendre possessió de la parròquia el pare Francisco Herrero Sánchez, que va estar al capdavant de la mateixa per més de vint anys. El pare Herrero es va preocupar per l'atenció religiosa dels fidels catòlics del municipi, i va construir temples en els llogarets i caserius que no en tenien.

## Geografia
El municipi de la Reforma és a l'orient del departament de San Marcos i completament envoltat de municipis de l'esmentat departament. Està enclavat a la falda del Cerro de Sacuchún, a qui els habitants anomenen «el Gran Sentinella» i té una extensió territorial de 60 quilòmetres quadrats.
|                | San Cristóbal Cucho |            |
| Nuevo Progreso |                     | El Quetzal |
|                | El Quetzal          | El Quetzal |

### Transport
Hi ha dues vies principals per a arribar a la capital municipal de La Reforma des de la Ciutat de Guatemala:
1. De Guatemala a Coatepeque —217 km— i de Coatepeque a La Reforma —24 km—, amb un total de 241 km. Tocant les vies de Guatemala a Escuintla CA-9 Sur, d'Escuintla a Coatepeque CA-2 Occidente —passant per Mazatenango i Retalhuleu—, de Coatepeque a l'encreuament que divideix les carreters a La Reforma i Nuevo Progreso; ruta 13 Barrios, seguint aquesta última cap a Nuevo Progreso i de l'encreuament fins a la capital municipal de La Reforma ruta departamental San Marcos 6.[3]
2. De Guatemala a La Reforma via San Marcos: CA-1 Occidente, Guatemala-Cuatro Caminos 189 km. Ruta Nacional 1, Cuatro Caminos-San Marcos 62 km. Ruta Departamental 12 Sur, San Marcos-enllaçat per la finca La Sola 35 km. Ruta Nacional 6, enllaç finca La Sola-La Reforma 8 km. Total: 294 km.[3]

El transport és regular únicament per la ruta del municipi de Coatepeque, Departament de Quetzaltenango i, per tant, la major part de les transaccions comercials de la Reforma són amb aquest municipi quetzalteca. Per la seva banda, el servei per la ruta cap a la capital departamental de San Marcos és irregular, a causa del mal estat de les carreteres, mateixes que no tenen manteniment per la Direcció General de Camins.

### Clima
El clima de les comunitats que conformen el municipi és variat, però en general el municipi té un clima temperat i càlid. El BM (monument d'elevació) de l'Institut Geogràfic Nacional de Guatemala, al parc de la capital municipal, és a 1139.51 msnm. La Reforma té clima tropical (Köppen: Am).
| Paràmetres climàtics mitjans de La Reforma | Paràmetres climàtics mitjans de La Reforma | Paràmetres climàtics mitjans de La Reforma | Paràmetres climàtics mitjans de La Reforma | Paràmetres climàtics mitjans de La Reforma | Paràmetres climàtics mitjans de La Reforma | Paràmetres climàtics mitjans de La Reforma | Paràmetres climàtics mitjans de La Reforma | Paràmetres climàtics mitjans de La Reforma | Paràmetres climàtics mitjans de La Reforma | Paràmetres climàtics mitjans de La Reforma | Paràmetres climàtics mitjans de La Reforma | Paràmetres climàtics mitjans de La Reforma | Paràmetres climàtics mitjans de La Reforma   |
| Mes                                        | Gen.                                       | Feb.                                       | Mar.                                       | Abr.                                       | Mai.                                       | Jun.                                       | Jul.                                       | Ago.                                       | Set.                                       | Oct.                                       | Nov.                                       | Des.                                       | Anual                                        |
| ------------------------------------------ | ------------------------------------------ | ------------------------------------------ | ------------------------------------------ | ------------------------------------------ | ------------------------------------------ | ------------------------------------------ | ------------------------------------------ | ------------------------------------------ | ------------------------------------------ | ------------------------------------------ | ------------------------------------------ | ------------------------------------------ | -------------------------------------------- |
| Temperatura màxima registrada °C (°F)      | 28,7 (83,7)                                | 28,6 (83,5)                                | 29,5 (85,1)                                | 29,3 (84,7)                                | 29,0 (84,2)                                | 27,7 (81,9)                                | 28,3 (82,9)                                | 28,7 (83,7)                                | 28,0 (82,4)                                | 28,2 (82,8)                                | 28,4 (83,1)                                | 28,8 (83,8)                                | (Error de l'expressió: Operador * inesperat) |
| Temperatura diària mínima °C (°F)          | 16,3 (61,3)                                | 16,5 (61,7)                                | 16,8 (62,2)                                | 17,4 (63,3)                                | 17,8 (64)                                  | 17,4 (63,3)                                | 17,2 (63)                                  | 17,5 (63,5)                                | 17,3 (63,1)                                | 17,6 (63,7)                                | 17,2 (63)                                  | 16,8 (62,2)                                | (Error de l'expressió: Operador * inesperat) |
| Precipitació total mm (polzades)           | 32 (1,3)                                   | 44 (1,7)                                   | 91 (3,6)                                   | 186 (7,3)                                  | 454 (17,9)                                 | 635 (25)                                   | 495 (19,5)                                 | 480 (18,9)                                 | 673 (26,5)                                 | 558 (22)                                   | 163 (6,4)                                  | 57 (2,2)                                   | (Error de l'expressió: Operador / inesperat) |
| Font: Climate-Data.org                     |                                            |                                            |                                            |                                            |                                            |                                            |                                            |                                            |                                            |                                            |                                            |                                            |                                              |

## Celebracions
La fira titular de la Reforma se celebra entre el 28 de desembre i el 2 de gener, sent el dia principal el Cap d'Any, que se celebra amb la tradicional «Quema del Torito». A més d'aquesta festa en honor de la Mare de Déu, durant la Setmana Santa se celebren els tradicionals balls coneguts com: «El baile del Toro», «El baile del Venado», i «El baile del Tigre».